# بادکنک‌ماهی خال‌خالی سفید
بادکنک‌ماهی خال‌خالی سفید (نام علمی: Torquigener albomaculosus) نام یک گونه از تیره بادکنک‌ماهیان است.